# Aderus subcurvipes
Aderus subcurvipes é uma espécie de inseto besouro da família Aderidae. Foi descrita cientificamente por Maurice Pic em 1901.

## Distribuição geográfica
Habita no Brasil.